# Gunna/Diskografie
Diese Diskografie ist eine Übersicht über die musikalischen Werke des US-amerikanischen Rappers Gunna. Den Schallplattenauszeichnungen zufolge hat er bisher mehr als 107,7 Millionen Tonträger verkauft, davon alleine in seiner Heimat über 91 Millionen. Seine erfolgreichste Veröffentlichung ist die Single Drip Too Hard mit über 12,1 Millionen verkauften Einheiten.

## Alben

### Studioalben
| Jahr | Titel Musiklabel           | Höchstplatzierung, Gesamtwochen, AuszeichnungChartplatzierungen (Jahr, Titel, Musiklabel, Platzierungen, Wochen, Auszeichnungen, Anmerkungen) | Höchstplatzierung, Gesamtwochen, AuszeichnungChartplatzierungen (Jahr, Titel, Musiklabel, Platzierungen, Wochen, Auszeichnungen, Anmerkungen) | Höchstplatzierung, Gesamtwochen, AuszeichnungChartplatzierungen (Jahr, Titel, Musiklabel, Platzierungen, Wochen, Auszeichnungen, Anmerkungen) | Höchstplatzierung, Gesamtwochen, AuszeichnungChartplatzierungen (Jahr, Titel, Musiklabel, Platzierungen, Wochen, Auszeichnungen, Anmerkungen) | Höchstplatzierung, Gesamtwochen, AuszeichnungChartplatzierungen (Jahr, Titel, Musiklabel, Platzierungen, Wochen, Auszeichnungen, Anmerkungen) | Anmerkungen                                                  |
| Jahr | Titel Musiklabel           | DE | AT | CH | UK | US | Anmerkungen                                                  |
| ---- | -------------------------- | --- | --- | --- | --- | --- | ------------------------------------------------------------ |
| 2019 | Drip or Drown 2 YSL • 300  | — | AT74 (1 Wo.)AT | CH32 (2 Wo.)CH | UK24 (2 Wo.)UK | US3 Platin · (50 Wo.)US | Erstveröffentlichung: 22. Februar 2019 Verkäufe: + 1.000.000 |
| 2020 | Wunna YSL • 300            | DE26 (3 Wo.)DE | AT9 (3 Wo.)AT | CH4 (7 Wo.)CH | UK5 Silber · (6 Wo.)UK | US1 Platin · (73 Wo.)US | Erstveröffentlichung: 22. Mai 2020 Verkäufe: + 1.172.500     |
| 2022 | DS4Ever YSL • 300          | DE14 (3 Wo.)DE | AT5 (5 Wo.)AT | CH4 (3 Wo.)CH | UK4 Gold · (8 Wo.)UK | US1 Platin · (91 Wo.)US | Erstveröffentlichung: 7. Januar 2022 Verkäufe: + 1.107.500   |
| 2023 | A Gift & a Curse YSL • 300 | DE36 (2 Wo.)DE | AT18 (2 Wo.)AT | CH7 (5 Wo.)CH | UK9 Silber · (5 Wo.)UK | US3 Platin · (43 Wo.)US | Erstveröffentlichung: 16. Juni 2023 Verkäufe: + 1.067.500    |
| 2024 | One of Wun YSL • 300       | DE26 (4 Wo.)DE | AT8 (4 Wo.)AT | CH4 (10 Wo.)CH | UK4 Gold · (11 Wo.)UK | US2 (56 Wo.)US | Erstveröffentlichung: 10. Mai 2024 Verkäufe: + 107.500       |
| 2025 | The Last Wun YSL • 300     | DE51 (… Wo.)DE | AT18 (… Wo.)AT | CH3 (… Wo.)CH | UK5 (… Wo.)UK | US3 (… Wo.)US | Erstveröffentlichung: 8. August 2025                         |

### Mixtapes
| Jahr | Titel Musiklabel                                           | Höchstplatzierung, Gesamtwochen, AuszeichnungChartplatzierungen (Jahr, Titel, Musiklabel, Platzierungen, Wochen, Auszeichnungen, Anmerkungen) | Höchstplatzierung, Gesamtwochen, AuszeichnungChartplatzierungen (Jahr, Titel, Musiklabel, Platzierungen, Wochen, Auszeichnungen, Anmerkungen) | Höchstplatzierung, Gesamtwochen, AuszeichnungChartplatzierungen (Jahr, Titel, Musiklabel, Platzierungen, Wochen, Auszeichnungen, Anmerkungen) | Höchstplatzierung, Gesamtwochen, AuszeichnungChartplatzierungen (Jahr, Titel, Musiklabel, Platzierungen, Wochen, Auszeichnungen, Anmerkungen) | Höchstplatzierung, Gesamtwochen, AuszeichnungChartplatzierungen (Jahr, Titel, Musiklabel, Platzierungen, Wochen, Auszeichnungen, Anmerkungen) | Anmerkungen                                                               |
| Jahr | Titel Musiklabel                                           | DE | AT | CH | UK | US | Anmerkungen                                                               |
| ---- | ---------------------------------------------------------- | --- | --- | --- | --- | --- | ------------------------------------------------------------------------- |
| 2013 | Hard Body SPC Entertainment                                | — | — | — | — | — | Erstveröffentlichung: 16. Juni 2013 als Yung Gunna                        |
| 2016 | Drip Season YSL                                            | — | — | — | — | — | Erstveröffentlichung: 14. Oktober 2016                                    |
| 2017 | Drip Season 2 YSL                                          | — | — | — | — | — | Erstveröffentlichung: 11. Mai 2017                                        |
| 2018 | Drip Season 3 YSL                                          | — | — | — | — | US55 Gold · (61 Wo.)US | Erstveröffentlichung: 2. Februar 2018 Verkäufe: + 500.000                 |
| 2018 | Drip Harder Quality Control • YSL • 300 • Motown • Capitol | — | — | CH83 (1 Wo.)CH | UK12 Silber · (5 Wo.)UK | US4 Platin · (124 Wo.)US | Erstveröffentlichung: 5. Oktober 2018 Verkäufe: + 1.125.000; mit Lil Baby |

## Singles

### Als Leadmusiker
| Jahr | Titel Album                       | Höchstplatzierung, Gesamtwochen, AuszeichnungChartplatzierungen (Jahr, Titel, Album, Platzierungen, Wochen, Auszeichnungen, Anmerkungen) | Höchstplatzierung, Gesamtwochen, AuszeichnungChartplatzierungen (Jahr, Titel, Album, Platzierungen, Wochen, Auszeichnungen, Anmerkungen) | Höchstplatzierung, Gesamtwochen, AuszeichnungChartplatzierungen (Jahr, Titel, Album, Platzierungen, Wochen, Auszeichnungen, Anmerkungen) | Höchstplatzierung, Gesamtwochen, AuszeichnungChartplatzierungen (Jahr, Titel, Album, Platzierungen, Wochen, Auszeichnungen, Anmerkungen) | Höchstplatzierung, Gesamtwochen, AuszeichnungChartplatzierungen (Jahr, Titel, Album, Platzierungen, Wochen, Auszeichnungen, Anmerkungen) | Anmerkungen                                                                                            |
| Jahr | Titel Album                       | DE | AT | CH | UK | US | Anmerkungen                                                                                            |
| --- | --------------------------------- | --- | --- | --- | --- | --- | --- |
| 2017 | Back and Forth –                  | — | — | — | — | — | Erstveröffentlichung: 17. Juli 2017 mit Hoodrich Pablo Juan                                            |
| 2017 | Vibes in LA –                     | — | — | — | — | — | Erstveröffentlichung: 11. September 2017 mit Moneybagg Yo                                              |
| 2017 | Mind On a Milli –                 | — | — | — | — | — | Erstveröffentlichung: 29. September 2017 feat. Hoodrich Pablo Juan                                     |
| 2017 | Rich Bitch –                      | — | — | — | — | — | Erstveröffentlichung: 27. Oktober 2017                                                                 |
| 2017 | Cash 4 It –                       | — | — | — | — | — | Erstveröffentlichung: 30. Oktober 2017 mit Spiffy Global feat. 24hrs                                   |
| 2018 | Almighty Drip Season 3            | — | — | — | — | — | Erstveröffentlichung: 8. Januar 2018 feat. Hoodrich Pablo Juan                                         |
| 2018 | Sold Out Dates –                  | — | — | — | UK— SilberUK | US— PlatinUS | Erstveröffentlichung: 16. April 2018 Verkäufe: + 1.260.000; feat. Lil Baby                             |
| 2018 | Need U Do You Trust Me?           | — | — | — | — | — | Erstveröffentlichung: 3. August 2018 mit Fxxxxy                                                        |
| 2018 | Drip Too Hard Drip Harder         | DE— GoldDE | — | CH87 (2 Wo.)CH | UK28 ×2Doppelplatin · (13 Wo.)UK | US4 Diamant · (35 Wo.)US | Erstveröffentlichung: 12. September 2018 Verkäufe: + 12.165.000; mit Lil Baby                          |
| 2019 | One Call Drip or Drown 2          | — | — | — | — | US56 Gold · (2 Wo.)US | Erstveröffentlichung: 1. Februar 2019 Verkäufe: + 500.000                                              |
| 2019 | Close Friends Drip Harder         | — | — | — | UK68 Platin · (1 Wo.)UK | US28 ×5Fünffachplatin · (33 Wo.)US | Erstveröffentlichung: 2. Februar 2019 Verkäufe: + 5.640.000; mit Lil Baby                              |
| 2019 | Speed It Up Drip or Drown 2       | — | — | — | — | US91 Gold · (1 Wo.)US | Erstveröffentlichung: 11. Februar 2019 Verkäufe: + 500.000                                             |
| 2019 | Don’t Get Me Started –            | — | — | — | — | — | Erstveröffentlichung: 1. Oktober 2019 mit Pia Mia & Carnage                                            |
| 2019 | Cash Cow –                        | — | — | — | — | — | Erstveröffentlichung: 15. November 2019 mit Nightmare                                                  |
| 2020 | Skybox Wunna                      | — | — | — | — | US65 Gold · (2 Wo.)US | Erstveröffentlichung: 6. März 2020 Verkäufe: + 540.000                                                 |
| 2020 | Quarantine Clean –                | — | — | — | — | — | Erstveröffentlichung: 2. April 2020 mit Turbo & Young Thug                                             |
| 2020 | Turks Good Intentions             | — | AT75 (1 Wo.)AT | CH63 (2 Wo.)CH | UK54 (2 Wo.)UK | US17 ×2Doppelplatin · (11 Wo.)US | Erstveröffentlichung: 27. März 2020 Verkäufe: + 2.100.000; mit Nav feat. Travis Scott                  |
| 2020 | Wunna                             | — | — | CH69 (1 Wo.)CH | UK83 (1 Wo.)UK | US57 Gold · (1 Wo.)US | Erstveröffentlichung: 18. Mai 2020 Verkäufe: + 540.000                                                 |
| 2020 | Lemonade B4 the Storm             | DE2 Platin · (36 Wo.)DE | AT2 (36 Wo.)AT | CH3 (40 Wo.)CH | UK1 ×2Doppelplatin · (34 Wo.)UK | US6 ×4Vierfachplatin · (29 Wo.)US | Erstveröffentlichung: 14. August 2020 Verkäufe: + 7.233.333 mit Internet Money feat. Don Toliver & Nav |
| 2020 | Take It to Trial Slime Language 2 | — | — | — | — | — | Erstveröffentlichung: 18. Dezember 2020 mit Young Thug feat. Yak Gotti                                 |
| 2021 | Too Easy DS4Ever                  | DE— aDE | — | CH74 (1 Wo.)CH | UK43 (3 Wo.)UK | US16 Platin · (16 Wo.)US | Erstveröffentlichung: 24. September 2021 Verkäufe: + 1.000.000; feat. Future                           |
| 2022 | Pushin P DS4Ever                  | DE34 (6 Wo.)DE | AT28 Gold · (6 Wo.)AT | CH23 Gold · (10 Wo.)CH | UK28 Silber · (9 Wo.)UK | US7 ×2Doppelplatin · (20 Wo.)US | Erstveröffentlichung: 7. Januar 2022 Verkäufe: + 2.425.000; feat. Future & Young Thug                  |
| 2022 | Banking on Me –                   | — | — | — | — | US61 Platin · (10 Wo.)US | Erstveröffentlichung: 14. Februar 2022 Verkäufe: + 1.000.000                                           |
| 2023 | Bread & Butter A Gift & a Curse   | — | — | — | UK63 (2 Wo.)UK | US48 Gold · (4 Wo.)US | Erstveröffentlichung: 2. Juni 2023 Verkäufe: + 540.000                                                 |
| 2023 | FukUMean A Gift & a Curse         | DE17 (20 Wo.)DE | AT18 Gold · (18 Wo.)AT | CH11 Platin · (29 Wo.)CH | UK7 Platin · (23 Wo.)UK | US4 ×4Vierfachplatin · (32 Wo.)US | Erstveröffentlichung: 21. Juli 2023 Verkäufe: + 5.525.000                                              |
| 2024 | Bittersweet –                     | — | — | — | — | US82 (1 Wo.)US | Erstveröffentlichung: 16. Februar 2024                                                                 |
| 2024 | Prada Dem One of Wun              | — | — | — | — | US54 Gold · (3 Wo.)US | Erstveröffentlichung: 15. März 2024 Verkäufe: + 520.000; feat. Offset                                  |
| 2024 | Whatsapp (Wassam) One of Wun      | — | — | — | — | US62 (2 Wo.)US | Erstveröffentlichung: 3. Mai 2024                                                                      |
| 2024 | Him All Along –                   | — | — | — | — | US58 (5 Wo.)US | Erstveröffentlichung: 18. Oktober 2024                                                                 |
| 2025 | Won’t Stop –                      | — | — | — | — | US70 (1 Wo.)US | Erstveröffentlichung: 13. Juni 2025                                                                    |
| Folgende Lieder erschienen nicht als Single, wurden aber durch das Album zum Download und Streaming bereitgestellt und konnten somit eine Platzierung erlangen: |                                   | | | | | | |
| |                                   | | | | | | |
| 2018 | Never Recover Drip Harder         | — | — | — | UK46 Silber · (3 Wo.)UK | US15 ×2Doppelplatin · (8 Wo.)US | Charteinstieg: 20. Oktober 2018 Verkäufe: + 2.300.000; mit Lil Baby & Drake                            |
| 2018 | Off White Vlone Drip Harder       | — | — | — | — | US54 Gold · (1 Wo.)US | Charteinstieg: 20. Oktober 2018 Verkäufe: + 540.000; mit Lil Baby feat. Lil Durk & Nav                 |
| 2018 | Business Is Business Drip Harder  | — | — | — | — | US61 Gold · (1 Wo.)US | Charteinstieg: 20. Oktober 2018 Verkäufe: + 500.000; mit Lil Baby                                      |
| 2018 | Belly Drip Harder                 | — | — | — | — | US80 (1 Wo.)US | Charteinstieg: 20. Oktober 2018 mit Lil Baby                                                           |
| 2018 | Deep End Drip Harder              | — | — | — | — | US97 Gold · (1 Wo.)US | Charteinstieg: 20. Oktober 2018 Verkäufe: + 500.000; mit Lil Baby                                      |
| 2018 | I Am Drip Harder                  | — | — | — | — | US98 Gold · (1 Wo.)US | Charteinstieg: 20. Oktober 2018 Verkäufe: + 500.000; mit Lil Baby                                      |
| 2019 | Outstanding Drip or Drown 2       | — | — | — | — | US70 Gold · (1 Wo.)US | Charteinstieg: 9. März 2019 Verkäufe: + 500.000                                                        |
| 2019 | 3 Headed Snake Drip or Drown 2    | — | — | — | — | US74 Gold · (1 Wo.)US | Charteinstieg: 9. März 2019 Verkäufe: + 500.000; feat. Young Thug                                      |
| 2019 | Wit It Drip or Drown 2            | — | — | — | — | US75 (1 Wo.)US | Charteinstieg: 9. März 2019                                                                            |
| 2019 | Same Yung Nigga Drip or Drown 2   | — | — | — | — | US97 Gold · (1 Wo.)US | Charteinstieg: 9. März 2019 Verkäufe: + 500.000; feat. Playboi Carti                                   |
| 2020 | Dollaz on My Head Wunna           | — | — | CH62 (1 Wo.)CH | UK84 Silber · (1 Wo.)UK | US38 ×3Dreifachplatin · (19 Wo.)US | Charteinstieg: 31. Mai 2020 Videoauskopplung: 24. Juli 2020 Verkäufe: + 3.460.000; feat. Young Thug    |
| 2020 | Top Floor Wunna                   | — | — | CH78 (1 Wo.)CH | UK90 (1 Wo.)UK | US55 (1 Wo.)US | Charteinstieg: 6. Juni 2020 Verkäufe: + 40.000; feat. Travis Scott                                     |
| 2020 | Cooler Than a Bitch Wunna         | — | — | — | — | US41 Platin · (3 Wo.)US | Charteinstieg: 6. Juni 2020 Verkäufe: + 1.080.000; feat. Roddy Ricch                                   |
| 2020 | Blindfold Wunna                   | — | — | — | — | US59 Gold · (1 Wo.)US | Charteinstieg: 6. Juni 2020 Verkäufe: + 540.000; feat. Lil Baby                                        |
| 2020 | Argentina Wunna                   | — | — | — | — | US67 (1 Wo.)US | Charteinstieg: 6. Juni 2020                                                                            |
| 2020 | Met Gala Wunna                    | — | — | — | — | US70 Platin · (1 Wo.)US | Charteinstieg: 6. Juni 2020 Verkäufe: + 1.060.000                                                      |
| 2020 | Nasty Girl/On Camera Wunna        | — | — | — | — | US78 (1 Wo.)US | Charteinstieg: 6. Juni 2020 Verkäufe: + 40.000                                                         |
| 2020 | MOTW Wunna                        | — | — | — | — | US84 (1 Wo.)US | Charteinstieg: 6. Juni 2020                                                                            |
| 2020 | Gimmick Wunna                     | — | — | — | — | US86 (1 Wo.)US | Charteinstieg: 6. Juni 2020                                                                            |
| 2020 | Feigning Wunna                    | — | — | — | — | US98 (1 Wo.)US | Charteinstieg: 6. Juni 2020                                                                            |
| 2020 | Young Wheezy Emergency Tsunami    | — | — | — | — | US84 (1 Wo.)US | Charteinstieg: 21. November 2020 mit Nav                                                               |
| 2021 | Solid Slime Language 2            | DE92 (1 Wo.)DE | AT68 (1 Wo.)AT | CH38 (2 Wo.)CH | UK36 Silber · (4 Wo.)UK | US12 Gold · (7 Wo.)US | Charteinstieg: 23. April 2021 Verkäufe: + 720.000; mit Young Stoner Life & Young Thug feat. Drake      |
| 2021 | Ski Slime Language 2              | — | — | — | UK72 (1 Wo.)UK | US18 Gold · (15 Wo.)US | Charteinstieg: 23. April 2021 Verkäufe: + 500.000; mit Young Thug                                      |
| 2021 | Diamonds Dancing Slime Language 2 | — | — | CH92 (1 Wo.)CH | UK80 (1 Wo.)UK | US46 (1 Wo.)US | Charteinstieg: 23. April 2021 mit Young Thug feat. Travis Scott                                        |
| 2021 | Proud of You Slime Language 2     | — | — | — | — | US59 (1 Wo.)US | Charteinstieg: 1. Mai 2021 mit Young Thug feat. Lil Uzi Vert & Yung Kayo                               |
| 2021 | Came and Saw Slime Language 2     | — | — | — | — | US66 (1 Wo.)US | Charteinstieg: 1. Mai 2021 mit Young Thug feat. Rowdy Rebel                                            |
| 2021 | Paid the Fine Slime Language 2    | — | — | — | — | US77 (1 Wo.)US | Charteinstieg: 1. Mai 2021 mit Young Thug feat. Lil Baby & YTB Trench                                  |
| 2021 | Slatty Slime Language 2           | — | — | — | — | US99 (1 Wo.)US | Charteinstieg: 1. Mai 2021 mit Young Thug feat. Yak Gotti & Lil Durk                                   |
| 2022 | Alotta Cake DS4Ever               | — | — | CH75 (1 Wo.)CH | — | US46 (2 Wo.)US | Charteinstieg: 16. Januar 2022                                                                         |
| 2022 | 25k Jacket DS4Ever                | — | — | — | UK47 (1 Wo.)UK | US28 Platin · (3 Wo.)US | Charteinstieg: 20. Januar 2022 Verkäufe: + 1.000.000; feat. Lil Baby                                   |
| 2022 | Thought I Was Playing DS4Ever     | — | — | — | — | US23 (3 Wo.)US | Charteinstieg: 22. Januar 2022 feat. 21 Savage                                                         |
| 2022 | Poochie Gown DS4Ever              | — | — | — | — | US42 (2 Wo.)US | Charteinstieg: 22. Januar 2022                                                                         |
| 2022 | Mop DS4Ever                       | — | — | — | — | US45 (2 Wo.)US | Charteinstieg: 22. Januar 2022 feat. Young Thug                                                        |
| 2022 | How You Did That DS4Ever          | — | — | — | — | US47 Gold · (2 Wo.)US | Charteinstieg: 22. Januar 2022 Verkäufe: + 500.000; feat. Kodak Black                                  |
| 2022 | IDK That Bitch DS4Ever            | — | — | — | — | US59 (2 Wo.)US | Charteinstieg: 22. Januar 2022 feat. G Herbo                                                           |
| 2022 | Livin Wild DS4Ever                | — | — | — | — | US61 (2 Wo.)US | Charteinstieg: 22. Januar 2022                                                                         |
| 2022 | Private Island DS4Ever            | — | — | — | — | US68 (1 Wo.)US | Charteinstieg: 22. Januar 2022                                                                         |
| 2022 | South to West DS4Ever             | — | — | — | — | US70 Gold · (1 Wo.)US | Charteinstieg: 22. Januar 2022 Verkäufe: + 500.000                                                     |
| 2022 | You & Me DS4Ever                  | — | — | — | — | US72 (1 Wo.)US | Charteinstieg: 22. Januar 2022 feat. Chlöe                                                             |
| 2022 | Flooded DS4Ever                   | — | — | — | — | US86 (1 Wo.)US | Charteinstieg: 22. Januar 2022                                                                         |
| 2022 | Die Alone DS4Ever                 | — | — | — | — | US92 (1 Wo.)US | Charteinstieg: 22. Januar 2022 feat. Chris Brown & Yung Bleu                                           |
| 2022 | P Power DS4Ever                   | — | — | — | UK76 Silber · (1 Wo.)UK | US24 ×3Dreifachplatin · (14 Wo.)US | Charteinstieg: 27. Januar 2022 Verkäufe: + 3.220.000; feat. Drake                                      |
| 2023 | Back to the Moon A Gift & a Curse | — | — | — | UK72 (1 Wo.)UK | US29 Gold · (2 Wo.)US | Charteinstieg: 29. Juni 2023 Verkäufe: + 540.000                                                       |
| 2023 | Rodeo Dr A Gift & a Curse         | — | — | — | — | US42 Gold · (2 Wo.)US | Charteinstieg: 1. Juli 2023 Verkäufe: + 500.000                                                        |
| 2023 | Back at It A Gift & a Curse       | — | — | — | — | US51 (1 Wo.)US | Charteinstieg: 1. Juli 2023                                                                            |
| 2023 | Ca$h $hit A Gift & a Curse        | — | — | — | — | US60 (1 Wo.)US | Charteinstieg: 1. Juli 2023                                                                            |
| 2023 | Bottom A Gift & a Curse           | — | — | — | — | US62 (1 Wo.)US | Charteinstieg: 1. Juli 2023                                                                            |
| 2023 | IDK NoMore A Gift & a Curse       | — | — | — | — | US76 (1 Wo.)US | Charteinstieg: 1. Juli 2023                                                                            |
| 2023 | P Angels A Gift & a Curse         | — | — | — | — | US77 (1 Wo.)US | Charteinstieg: 1. Juli 2023                                                                            |
| 2023 | Paybach A Gift & a Curse          | — | — | — | — | US83 (1 Wo.)US | Charteinstieg: 1. Juli 2023                                                                            |
| 2023 | Go Crazy A Gift & a Curse         | — | — | — | — | US94 (1 Wo.)US | Charteinstieg: 1. Juli 2023                                                                            |
| 2024 | One of Wun                        | DE— bDE | — | CH62 (3 Wo.)CH | UK30 Silber · (9 Wo.)UK | US26 (20 Wo.)US | Charteinstieg: 23. Mai 2024 Verkäufe: + 295.000                                                        |
| 2024 | On One Tonight One of Wun         | — | — | — | UK52 Silber · (13 Wo.)UK | US54 (7 Wo.)US | Charteinstieg: 23. Mai 2024 Verkäufe: + 200.000                                                        |
| 2024 | Hakuna Matata One of Wun          | — | — | — | UK96 (1 Wo.)UK | US67 (1 Wo.)US | Charteinstieg: 23. Mai 2024                                                                            |
| 2024 | Neck On a Yacht One of Wun        | — | — | — | — | US66 (1 Wo.)US | Charteinstieg: 23. Mai 2024                                                                            |
| 2024 | Collage One of Wun                | — | — | — | — | US76 (1 Wo.)US | Charteinstieg: 23. Mai 2024                                                                            |
| 2024 | Back In the A One of Wun          | — | — | — | — | US94 (1 Wo.)US | Charteinstieg: 23. Mai 2024                                                                            |
| 2025 | Forever Be Mine The Last Wun      | — | — | — | UK46 (… Wo.)UK | US68 (… Wo.)US | Charteinstieg: 15. August 2025 feat. Wizkid                                                            |
| 2025 | WGFT The Last Wun                 | — | — | — | UK60 (… Wo.)UK | US94 (… Wo.)US | Charteinstieg: 15. August 2025 feat. Burna Boy                                                         |
| 2025 | Just Say Dat The Last Wun         | — | — | — | UK86 (… Wo.)UK | US46 (… Wo.)US | Charteinstieg: 15. August 2025                                                                         |
| 2025 | Sakpase The Last Wun              | — | — | — | — | US70 (… Wo.)US | Charteinstieg: 23. August 2025                                                                         |
| 2025 | At My Purest The Last Wun         | — | — | — | — | US72 (… Wo.)US | Charteinstieg: 23. August 2025 feat. Offset                                                            |
| 2025 | Let That Sink In The Last Wun     | — | — | — | — | US80 (… Wo.)US | Charteinstieg: 23. August 2025                                                                         |
| 2025 | Let That Sink In The Last Wun     | — | — | — | — | US87 (… Wo.)US | Charteinstieg: 23. August 2025                                                                         |
| 2025 | Many Nights The Last Wun          | — | — | — | — | US99 (… Wo.)US | Charteinstieg: 23. August 2025                                                                         |

### Als Gastmusiker
| Jahr | Titel Album                                        | Höchstplatzierung, Gesamtwochen, AuszeichnungChartplatzierungen (Jahr, Titel, Album, Platzierungen, Wochen, Auszeichnungen, Anmerkungen) | Höchstplatzierung, Gesamtwochen, AuszeichnungChartplatzierungen (Jahr, Titel, Album, Platzierungen, Wochen, Auszeichnungen, Anmerkungen) | Höchstplatzierung, Gesamtwochen, AuszeichnungChartplatzierungen (Jahr, Titel, Album, Platzierungen, Wochen, Auszeichnungen, Anmerkungen) | Höchstplatzierung, Gesamtwochen, AuszeichnungChartplatzierungen (Jahr, Titel, Album, Platzierungen, Wochen, Auszeichnungen, Anmerkungen) | Höchstplatzierung, Gesamtwochen, AuszeichnungChartplatzierungen (Jahr, Titel, Album, Platzierungen, Wochen, Auszeichnungen, Anmerkungen) | Anmerkungen |
| Jahr | Titel Album                                        | DE | AT | CH | UK | US | Anmerkungen |
| --- | -------------------------------------------------- | --- | --- | --- | --- | --- | --- |
| 2018 | Do You Understand Fully Loaded                     | — | — | — | — | US— GoldUS | Erstveröffentlichung: 8. Juni 2018 Verkäufe: + 500.000; Shy Glizzy feat. Tory Lanez & Gunna                                     |
| 2018 | Broken Homes –                                     | — | — | — | UK38 (2 Wo.)UK | — | Erstveröffentlichung: 28. Oktober 2018 The Plug feat. Nafe Smallz, M Huncho & Gunna                                             |
| 2018 | Yosemite Astroworld                                | DE98 (1 Wo.)DE | — | — | UK93 Gold · (1 Wo.)UK | US25 ×2Doppelplatin · (18 Wo.)US | Erstveröffentlichung: 20. November 2018 Verkäufe: + 3.035.000; Travis Scott feat. Gunna & Nav                                   |
| 2019 | Space Cadet Not All Heroes Wear Capes              | — | — | — | UK— GoldUK | US51 ×4Vierfachplatin · (6 Wo.)US | Erstveröffentlichung: 18. Januar 2019 Verkäufe: + 5.370.000; Metro Boomin feat. Gunna                                           |
| 2019 | Heat Indigo                                        | — | — | — | UK— SilberUK | US36 ×4Vierfachplatin · (20 Wo.)US | Erstveröffentlichung: 20. Juni 2019 Verkäufe: + 4.200.000; Chris Brown feat. Gunna                                              |
| 2019 | On Time Wave                                       | DE10 (5 Wo.)DE | AT12 (3 Wo.)AT | CH22 (2 Wo.)CH | — | — | Erstveröffentlichung: 19. Juli 2019 Ufo361 feat. Gunna                                                                          |
| 2019 | Stuck in a Dream Certified Hitmaker                | — | — | — | UK83 Silber · (1 Wo.)UK | US62 ×2Doppelplatin · (4 Wo.)US | Erstveröffentlichung: 20. September 2019 Verkäufe: + 2.225.000; Lil Mosey feat. Gunna                                           |
| 2019 | I Wanna Rock Scary Nights                          | — | — | — | — | — | Erstveröffentlichung: 15. Oktober 2019 G-Eazy feat. Gunna                                                                       |
| 2019 | Start wit Me Please Excuse Me for Being Antisocial | — | — | — | — | US56 ×2Doppelplatin · (13 Wo.)US | Erstveröffentlichung: 25. Oktober 2019 Verkäufe: + 2.080.000; Roddy Ricch feat. Gunna                                           |
| 2019 | Hot So Much Fun                                    | — | AT66 (1 Wo.)AT | CH28 (4 Wo.)CH | UK52 Gold · (4 Wo.)UK | US11 Platin · (26 Wo.)US | Erstveröffentlichung: 31. Oktober 2019 Verkäufe: + 1.695.000; Young Thug feat. Gunna                                            |
| 2019 | W –                                                | — | — | — | UK82 Silber · (7 Wo.)UK | — | Erstveröffentlichung: 26. November 2019 Verkäufe: + 200.000; Koffee feat. Gunna                                                 |
| 2020 | Numbers Artist 2.0                                 | — | — | — | UK53 (2 Wo.)UK | US23 Platin · (3 Wo.)US | Erstveröffentlichung: 31. März 2020 Verkäufe: + 1.080.000; A Boogie wit da Hoodie feat. Roddy Ricch, Gunna & London on da Track |
| 2020 | Cafeteria –                                        | — | — | — | — | — | Erstveröffentlichung: 24. Juli 2020 Chase B & Don Toliver feat. Gunna                                                           |
| 2021 | Big Bang                                           | DE95 (1 Wo.)DE | — | CH68 (1 Wo.)CH | UK53 (1 Wo.)UK | — | Erstveröffentlichung: 12. Februar 2021 Rita Ora, Imanbek & David Guetta feat. Gunna                                             |
| 2021 | His & Hers –                                       | DE— cDE | — | — | — | US67 Gold · (1 Wo.)US | Erstveröffentlichung: 13. Mai 2021 Verkäufe: + 520.000; Internet Money feat. Don Toliver, Lil Uzi Vert & Gunna                  |
| 2021 | Repeat It We Love You Tecca 2                      | — | — | — | — | US80 Platin · (3 Wo.)US | Erstveröffentlichung: 6. August 2021 Verkäufe: + 1.040.000; Lil Tecca feat. Gunna                                               |
| 2023 | Brodies Love My Life                               | DE10 (4 Wo.)DE | AT10 (3 Wo.)AT | CH16 (2 Wo.)CH | — | — | Erstveröffentlichung: 19. Januar 2023 Ufo361 feat. Gunna                                                                        |
| 2023 | Happiness –                                        | — | — | — | — | — | Erstveröffentlichung: 17. Dezember 2023 Verkäufe: + 100.000; Sarz feat. Asake & Gunna                                           |
| Folgende Lieder erschienen nicht als Single, wurden aber durch das Album zum Download und Streaming bereitgestellt und konnten somit eine Platzierung erlangen: |                                                    | | | | | | |
| |                                                    | | | | | | |
| 2018 | Life Goes On Harder Than Ever                      | — | — | — | UK— SilberUK | US74 ×2Doppelplatin · (6 Wo.)US | Charteinstieg: 9. Juni 2018 Verkäufe: + 2.280.000; Lil Baby feat. Gunna & Lil Uzi Vert                                          |
| 2018 | Chanel (Go Get It) Slime Language                  | — | — | — | UK— SilberUK | US78 Platin · (4 Wo.)US | Charteinstieg: 1. September 2018 Verkäufe: + 1.280.000; Young Thug feat. Gunna & Lil Baby                                       |
| 2018 | Miami Love Me Now?                                 | — | — | — | UK88 (1 Wo.)UK | — | Charteinstieg: 8. November 2018 Tory Lanez feat. Gunna                                                                          |
| 2018 | Ready Street Gossip                                | — | — | — | — | US66 ×2Doppelplatin · (1 Wo.)US | Charteinstieg: 15. Dezember 2018 Verkäufe: + 2.000.000; Lil Baby feat. Gunna                                                    |
| 2019 | Can’t Leave Without It I Am > I Was                | — | — | — | UK— SilberUK | US58 ×2Doppelplatin · (4 Wo.)US | Charteinstieg: 5. Januar 2019 Verkäufe: + 2.380.000; 21 Savage feat. Gunna & Lil Baby                                           |
| 2019 | Surf So Much Fun                                   | — | — | — | — | US61 Gold · (1 Wo.)US | Charteinstieg: 31. August 2019 Verkäufe: + 500.000; Young Thug feat. Gunna                                                      |
| 2020 | Heatin’ Up My Turn                                 | — | — | — | UK66 (1 Wo.)UK | US18 Platin · (6 Wo.)US | Charteinstieg: 14. März 2020 Verkäufe: + 1.000.000; Lil Baby feat. Gunna                                                        |
| 2020 | Strawberry Peels Lil Uzi Vert vs. the World 2      | — | — | — | — | US60 (1 Wo.)US | Charteinstieg: 28. März 2020 Lil Uzi Vert feat. Young Thug & Gunna                                                              |
| 2022 | What Happened to Virgil 7220                       | — | — | — | UK70 (1 Wo.)UK | US22 ×2Doppelplatin · (20 Wo.)US | Charteinstieg: 24. März 2022 Verkäufe: + 2.080.000; Lil Durk feat. Gunna                                                        |
| 2022 | For a Nut I Never Liked You                        | — | — | — | — | US24 (1 Wo.)US | Charteinstieg: 14. Mai 2022 feat. Gunna & Young Thug                                                                            |
| 2022 | I Cannot Be (A Sadder Song) Twelve Carat Toothache | — | — | — | — | US46 (1 Wo.)US | Charteinstieg: 18. Juni 2022 Post Malone feat. Gunna                                                                            |
| 2022 | All the Money Heroes & Villains                    | — | — | — | — | US66 (1 Wo.)US | Charteinstieg: 17. Dezember 2022 Metro Boomin feat. Gunna                                                                       |
| 2024 | Jump Tyla                                          | DE— dDE | — | CH49 (4 Wo.)CH | UK38 Silber · (9 Wo.)UK | US— GoldUS | Charteinstieg: 4. April 2024 Verkäufe: + 760.000; Tyla feat. Gunna & Skillibeng                                                 |
| 2025 | Way It Is Swag                                     | — | — | — | — | US33 (1 Wo.)US | Charteinstieg: 26. Juli 2025 Justin Bieber feat. Gunna                                                                          |

## Statistik

### Chartauswertung
|                     | DE    | AT    | CH    | UK    | US    |
| ------------------- | ----- | ----- | ----- | ----- | ----- |
| Nummer-eins-Alben   | DE—DE | AT—AT | CH—CH | UK—UK | US2US |
| Top-10-Alben        | DE—DE | AT4AT | CH5CH | UK4UK | US7US |
| Alben in den Charts | DE5DE | AT7AT | CH7CH | UK6UK | US8US |

|                       | DE    | AT    | CH     | UK     | US      |
| --------------------- | ----- | ----- | ------ | ------ | ------- |
| Nummer-eins-Singles   | DE—DE | AT—AT | CH—CH  | UK1UK  | US—US   |
| Top-10-Singles        | DE3DE | AT2AT | CH1CH  | UK2UK  | US4US   |
| Singles in den Charts | DE8DE | AT8AT | CH18CH | UK34UK | US102US |

### Auszeichnungen für Musikverkäufe
| Land/RegionAuszeichnungen für Musikverkäufe (Land/Region, Auszeichnungen, Verkäufe, Quellen) | Silber       | Gold         | Platin         | Diamant     | Verkäufe   | Quellen              |
| -------------------------------------------------------------------------------------------- | ------------ | ------------ | -------------- | ----------- | ---------- | -------------------- |
| Australien (ARIA)                                                                            | —            | 2× Gold2     | 7× Platin7     | —           | 560.000    | aria.com.au          |
| Belgien (BRMA)                                                                               | —            | —            | 2× Platin2     | —           | 80.000     | ultratop.be          |
| Brasilien (PMB)                                                                              | —            | 7× Gold7     | 5× Platin5     | Diamant1    | 500.000    | pro-musicabr.org.br  |
| Dänemark (IFPI)                                                                              | —            | 6× Gold6     | 3× Platin3     | —           | 505.000    | ifpi.dk              |
| Deutschland (BVMI)                                                                           | —            | Gold1        | Platin1        | —           | 600.000    | musikindustrie.de    |
| Frankreich (SNEP)                                                                            | —            | 3× Gold3     | Platin1        | Diamant1    | 833.333    | snepmusique.com      |
| Griechenland (IFPI)                                                                          | —            | Gold1        | 2× Platin2     | —           | 50.000     | Einzelnachweise      |
| Italien (FIMI)                                                                               | —            | 5× Gold5     | 2× Platin2     | —           | 390.000    | fimi.it              |
| Kanada (MC)                                                                                  | —            | 17× Gold17   | 38× Platin38   | —           | 3.720.000  | musiccanada.com      |
| Mexiko (AMPROFON)                                                                            | —            | Gold1        | —              | —           | 30.000     | amprofon.com.mx      |
| Neuseeland (RMNZ)                                                                            | —            | 4× Gold4     | 11× Platin11   | —           | 345.000    | radioscope.co.nz NZ2 |
| Niederlande (NVPI)                                                                           | —            | Gold1        | —              | —           | 45.000     | nvpi.nl              |
| Nigeria (TCSN)                                                                               | —            | —            | Platin1        | —           | 100.000    | turntablecharts.com  |
| Österreich (IFPI)                                                                            | —            | 2× Gold2     | —              | —           | 30.000     | ifpi.at              |
| Polen (ZPAV)                                                                                 | —            | 3× Gold3     | 3× Platin3     | —           | 225.000    | olis.pl              |
| Portugal (AFP)                                                                               | —            | 3× Gold3     | 5× Platin5     | —           | 65.000     | Einzelnachweise      |
| Schweiz (IFPI)                                                                               | —            | Gold1        | Platin1        | —           | 40.000     | hitparade.ch         |
| Spanien (Promusicae)                                                                         | —            | 2× Gold2     | —              | —           | 60.000     | elportaldemusica.es  |
| Südafrika (RISA)                                                                             | —            | 9× Gold9     | 4× Platin4     | —           | 285.000    | risa.org.za          |
| Vereinigte Staaten (RIAA)                                                                    | —            | 29× Gold29   | 68× Platin68   | Diamant1    | 91.000.000 | riaa.com             |
| Vereinigtes Königreich (BPI)                                                                 | 19× Silber19 | 5× Gold5     | 6× Platin6     | —           | 8.380.000  | bpi.co.uk            |
| Insgesamt                                                                                    | 19× Silber19 | 102× Gold102 | 160× Platin160 | 3× Diamant3 |            |                      |